# 타오쓰위안
타오쓰위안(중국어 간체자: 陶思源, 병음: Táo Sīyuán, 한자음: 도시원, 1988년 7월 18일 ~ )은 중국의 배우이다.